# Kallanka
La kallanka est une construction typique de l'architecture inca.

## Description
Il s'agit d'une enceinte rectangulaire, pouvant atteindre 70 mètres de long, appelée « grenier » dans les chroniques en raison de sa taille. Certaines des principales caractéristiques que présentent généralement les kallankas sont : plusieurs portes, niches, fenêtres, frontons et toits à pignons, un plan rectangulaire allongé, un espace intérieur généralement sans divisions (espace continu), la présence de poteaux ou de colonnes internes pour soutenir le toit (dans le cas de grandes structures), plusieurs portes placées à intervalles dans l'un des longs murs menant à une place. La taille de ces structures pourrait être de 17 à 105 mètres, bien qu'une taille minimale de 40 mètres ait été établie, le meilleur exemple étant la kallanka de Huch'uy Qusqu (es).
En raison de son importance en tant que centre administratif politique ou militaire, plusieurs fonctions lui ont été attribuées. La kallanka servait ainsi, soit comme caserne pour les soldats de l'Empire Inca, soit comme lieu public de rassemblements ou de réunions, soit comme palais ou logements pour personnes importantes, ou enfin comme bâtiment multifonctionnel, adaptable à différentes fins et situations.